# Dahuk (Gouvernement)
Dahuk (arabisch دهوك, DMG Dahūk, kurdisch دھۆک Dihok) ist ein Gouvernement der Autonomen Region Kurdistan im Irak. Die Hauptstadt ist Dohuk. Das Gouvernement wurde erst 1966 gebildet. Zuvor war es Teil des Gouvernement Mosul (Ninawa). 
Bis zum Ende des zweiten Golfkrieges 1991 blieben das Gouvernement und die Stadt von der irakischen Armee besetzt, was viele Kurden dazu zwang, vorübergehend an die türkische Grenze zu fliehen. Inzwischen ist das Gouvernement fast wieder vollständig aufgebaut. Der zurzeit einzige offene Grenzübergang zur Türkei liegt ebenfalls in diesem Gouvernement, sodass hier ein reger Grenzverkehr stattfindet. Dahuk gehörte früher von etwa 1236 bis 1841 zum kurdischen Fürstentum Badinan. Die Kurden sprechen den Kurmandschi-Dialekt. 
2017 betrug die Einwohnerzahl des Gouvernements 1.511.585 Einwohner. Durch den syrischen Bürgerkrieg seit 2011 und die Irakkrise 2014 stieg die Einwohnerzahl des Gouvernement durch Flüchtlinge stark an.
Das Gouvernement besteht aus den Distrikten:
- Amediye
- Dohuk
- Semile
- Zaxo

Am 15. Oktober 2005 stimmten von 389.198 Wählern 99,13 % für die neue Verfassung.